# Austrocarabodes heterotrichosus
Austrocarabodes heterotrichosus är en kvalsterart som först beskrevs av Sandór Mahunka 1986.  Austrocarabodes heterotrichosus ingår i släktet Austrocarabodes och familjen Carabodidae. Inga underarter finns listade.